# Cosmosoma sectinota
Cosmosoma sectinota är en fjärilsart som beskrevs av George Francis Hampson 1898. Cosmosoma sectinota ingår i släktet Cosmosoma och familjen björnspinnare. Inga underarter finns listade i Catalogue of Life.